# Rieselfeld

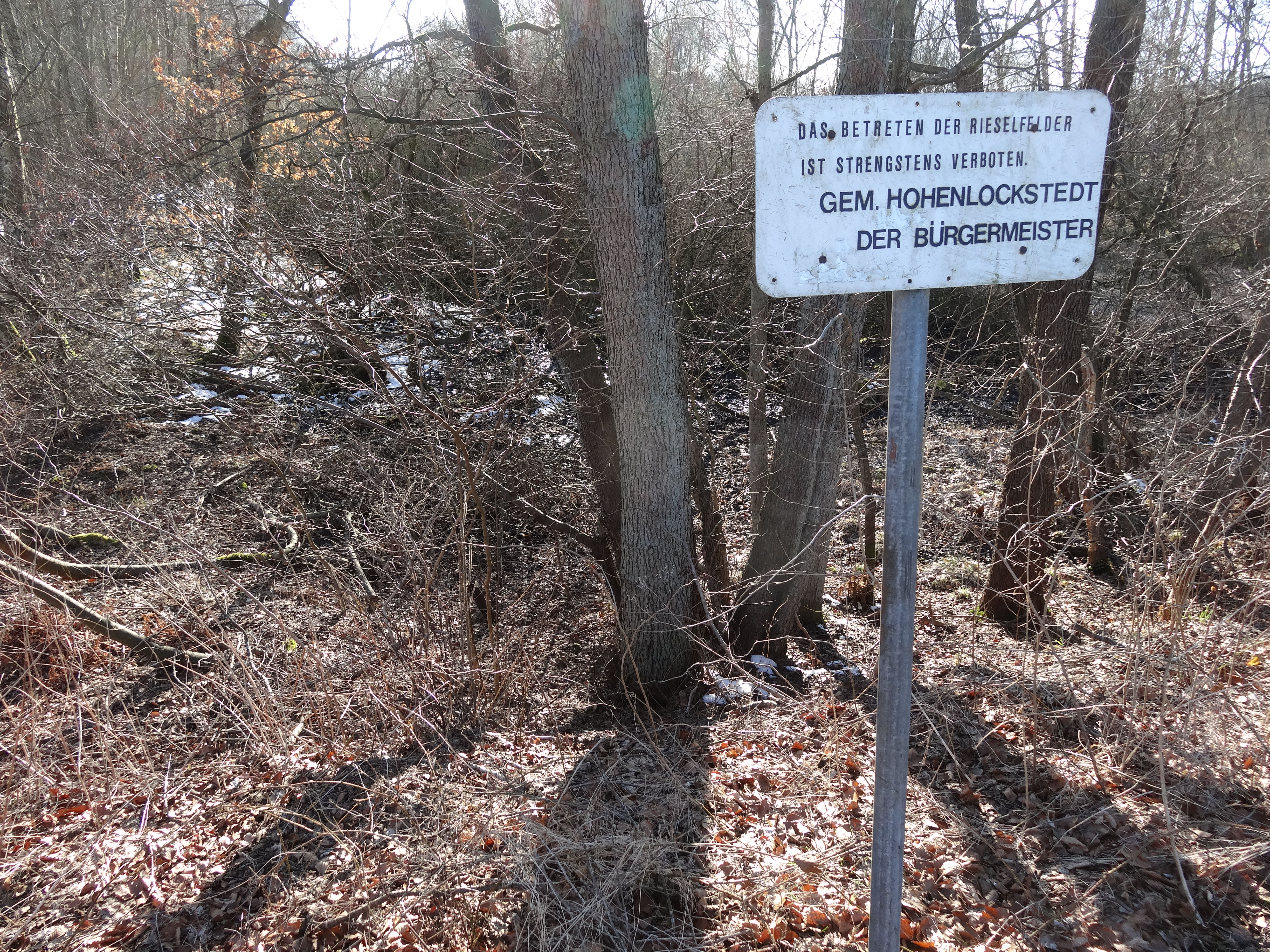
Warnschild an den Rieselfeldern in Hohenlockstedt

Ein Rieselfeld ist eine Anlage zur Reinigung von Abwässern.
Das Abwasser wird möglichst großflächig auf einem wasserdurchlässigen Bodenkörper verrieselt. Beim Versickern im Boden werden die Inhaltsstoffe mechanisch an den Bodenteilchen festgehalten. Die so filtrierten Substanzen werden durch sessile Mikroorganismen biologisch abgebaut.

## Geschichte
Mit dem Wachstum der städtischen Siedlungen und den Erkenntnissen der Hygiene wurde die Notwendigkeit einer Abwasserreinigung erkannt. Die Rieselfeldtechnologie war im 19. Jahrhundert eine frühe Form der Abwasserverwertung und führte zur Entstehung des Berufs des Rieselwärters. Aufbauend auf den Forschungen Justus von Liebigs über den Stoffkreislauf wurde sie durch Sozialreformer wie Edwin Chadwick und Georg Varrentrapp propagiert. Mit seinen Erfahrungen aus England entwarf James Hobrecht eine umfangreiche Entwässerung für Berlin, das um die 1870er Jahre die drittgrößte Stadt der Welt war. Die Entwicklung der Hygieneforschung durch Robert Koch begünstigte diese. 
Pflanzenkläranlagen sind eine verwandte Methodik der Klärung.
Stillgelegte Rieselfelder sind vielerorts wieder in landwirtschaftliche Nutzung überführt oder bebaut worden. Wird aber die Verrieselung fortgeführt und die Wasserbespannung aufrechterhalten wie beispielsweise im Europareservat Rieselfelder Münster, bieten diese Flächen zahlreichen Wat- und Wasservögeln Lebensraum. Während die Rieselfelder Münster in Zeiten der aktiven Rohabwasserverrieselung eher durchziehenden Watvögeln Quartier boten, sind es inzwischen vor allem Entenvögel, die durch die Beschickung mit nun wesentlich nährstoffärmerem vorgeklärtem Abwasser hier besonders zahlreich geworden sind. Auch Amphibien haben sich sehr viel häufiger auf diesen Flächen angesiedelt, sie waren in dem viel stärker belasteten Wasser früher kaum anzutreffen.

## Rieselfelder in Deutschland
Beispiele für ehemalige oder noch bestehende Rieselfelder sind:
- die Braunschweiger Rieselfelder,
- die Berliner Rieselfelder,
- die Rieselfelder Windel in Bielefeld,
- die Rieselfelder Dortmund,
- die Rieselfelder Düren,
- die Rieselfelder Münster und
- das Naturschutzgebiet Freiburger Rieselfeld und heutige Freiburger Stadtteil Rieselfeld.